# Victor Papanek
Victor Papanek, auch Viktor Papanek, (* 22. November 1923 in Wien; † 10. Jänner 1998 in Lawrence (Kansas)) war ein österreichisch-amerikanischer Designer.
Papanek war ein starker Befürworter eines sozialen und ökologisch nachhaltigen Designs von Produkten, Werkzeugen und infrastrukturellen Einrichtungen. Sein Buch Design for the real world. Anleitungen für eine humane Ökologie und sozialen Wandel, 1971 erstmals erschienen und 1984 aktualisiert, gehört zu den wichtigsten Werken im Bereich der Gestaltung, traf mit seinem kultur- und konsumkritischen Anliegen den Nerv der gesellschaftsbewegten 1970er- und 1980er-Jahre und ist in der Diskussion um Nachhaltigkeit weiterhin aktuell.

## Leben
Papanek wurde im Wien der Zwischenkriegszeit geboren, er ging in England zur Schule und emigrierte 1939 in die USA, wo er 1946 die amerikanische Staatsbürgerschaft annahm und Design und Architektur studierte und 1949 mit Frank Lloyd Wright arbeitete. „Ich möchte lieber der beste Papanek sein als ein drittklassiger Wright.“ Mit diesen Worten quittierte der Wright-Schüler Victor Papanek die Zusammenarbeit mit dem großen Architekten, die Lehre bei Frank Lloyd Wright war ihm zu sehr auf dessen Person fixiert. Aber trotz dieses polternden Abgangs sollte der Einfluss Wrights auf den jüngeren Kollegen stark bleiben, als Utopist und Gestalter, der sich mit dem Verhältnis zwischen Moderne und Natur und Umwelt beschäftigte. Er schloss 1950 mit dem Bachelor auf der Cooper Union in New York ab und machte sein postgraduales Studium von Design am Massachusetts Institute of Technology, wo er 1955 mit dem M.A. diplomierte.
Papanek war an der Menschheit als solcher interessiert und arbeitete auch als Anthropologe. Er lebte und arbeitete einige Jahre mit den Navajo-Indianern, den Inuit sowie den Ureinwohnern auf Bali.
Victor Papanek unterrichtete am Ontario College of Art & Design, der Rhode Island School of Design, der Purdue University, dem California Institute of the Arts und einigen anderen Stellen in Nordamerika. Er leitete den Studiengang für Design am Kansas City Art Institute von 1976 bis 1981. 1981 wurde er J.L. Constant Professor of Architecture and Design an der University of Kansas. Er arbeitete und unterrichtete in England, Jugoslawien, der Schweiz, Finnland und Australien.
Eine Sammlung seiner Arbeiten befindet sich heute im Centre Georges Pompidou in Paris.
In Wien wird am Aufbau des Victor Papanek Archive and Research Centers gearbeitet. Nachdem der Nachlass des Designers nach Wien geholt werden konnte, entschloss man sich auf der Universität für Angewandte Kunst dazu, eine Victor-Papanek-Foundation ins Leben zu rufen. Man halte es dort für wichtig, Design unter dem Blickwinkel von sozialer Verantwortung zu fördern.

## Hauptwerk
Victor Papaneks Design for the Real World zählt international zu den meistgelesenen Designbüchern aller Zeiten. Das Buch basiert auf dem Erwachen eines alternativen Designbegriffs vor dem Hintergrund des aufkommenden Postfordismus und der New Social Movements. Neben einer breiten Kultur- und Konsumkritik greift Papanek soziale und ökologische Prinzipien für eine partizipatorische, dezentralisierte und demokratisierte Designpraxis auf. Verstärkt durch die Auseinandersetzung mit aktuellen Fragen des Klima- und Umweltschutzes, gewinnt Papaneks Werk zunehmend an Bedeutung. Kaum eine Literaturempfehlungsliste im Bereich des Sozialen und Kritischen Design kommt derzeit ohne seine Schriften aus.
Erstmals 1970 in Schwedisch erschienen, folgten Übersetzungen in über 20 Sprachen. Obwohl das provokante Buch unter anderem zum zeitweisen Ausschluss aus der Industrial Designers Society of America (IDSA) führte – später war Papanek deren Ehrenmitglied –, brachte es ihm den internationalen Durchbruch. Zahlreiche Berufungen an Institutionen wie die Royal Academy of Architecture in Kopenhagen oder das Manchester Polytechnic of Art and Design folgten. Mit der mittlerweile vergriffenen deutschen Übersetzung war Papanek zeit seines Lebens unzufrieden. Kurz vor seinem Tod im Januar 1998 wurde eine von Papanek akkordierte Neuübersetzung begonnen, deren Veröffentlichung durch den Tod des Autors unterbrochen wurde. Anlässlich des 10. Todestages erschien die kommentierte Neuübersetzung, ergänzt um eine erste wissenschaftlich belegte Biografie Victor Papaneks.

## Lehre

### KISS: Keep it Simple, Stupid
Besonders spannend wird es, wenn er in seinem Hauptwerk „Design for the real world. Anleitungen für eine humane Ökologie und sozialen Wandel“ neben eigenen Entwürfen auch Entwürfe von etablierten Design-Schaffenden und -Studierenden diskutiert. Bei der Auswahl geht es ihm nicht darum, wessen Entwurf sich durchgesetzt hat oder welcher der Studierenden sich einen Namen hat machen können. Es geht ihm davon unabhängig nur darum, ob Entwürfe neben der Erfüllung sozialer Anforderungen auch dem „KISS-Prinzip“ („Keep it Simple, Stupid“) und der Leitlinie „Form follows User“ (die Form richtet sich nach dem Benutzer) entsprechen.

### Mangel an „Zuhandenheit“
Im Wesentlichen plädiert Papanek für ein „handlicheres Verhältnis“ von Design und Realität. Er kritisiert, dass Gegenstände in der Regel zu teuer und schlecht gestaltet sind und dass sie statt auf menschliche Bedürfnisse meist auf marktwirtschaftliche Interessen eingehen: „Design muss zum innovativen, kreativen und interdisziplinären Instrument werden, das den wahren Bedürfnissen der Menschen gerecht wird“, schreibt Papanek. „Es muss sich mehr an der Forschung orientieren, und wir dürfen unseren Planeten nicht länger mit schlecht gestalteten Objekten und Bauten verschandeln.“
Vieles von dem, was die Industrie an Produktdesign hervorbringe, funktioniere nicht mal. Und daher hätten wir zu vielen Gegenständen keinen intuitiven Zugang mehr. Zugunsten von opulenten Marketingkampagnen verschwinde immer mehr das, was Heidegger einmal die „Zuhandenheit“ nannte: dass nämlich Dinge im Wortsinne zur Hand gehen und durch den praktischen Umgang mit ihnen das eigene Dasein in der realen Welt erschlossen wird.

### Entwerfen für Minderheiten und Arme
Vor diesem Hintergrund verwundert es nicht, dass sich Papanek für das „Entwerfen für Minderheiten“ ausspricht, Design für die besonderen Bedürfnisse von Kindern, Alten, Migranten, Behinderten oder Armen. Als Beispiel nennt er einen Entwurf von Stephen Lynch, der während seines Studiums an der Purdue University in Indiana eine Art Sitz für unruhige Kinder entwarf, den man auf acht ungewöhnliche Arten gebrauchen konnte.
Dieses Beispiel macht deutlich, dass es Papanek im Kern nicht um „die schöne Form“ ging, sondern um die ökologische Wirkung, zumindest, wenn man Ökologie im klassischen Sinne als „Lehre von den Beziehungen der Lebewesen zu ihrer Umwelt“ begreift. Dies war die erste Definition des Begriffes „Ökologie“ durch den Biologen und Philosophen Ernst Haeckel 1866. Im erweiterten Sinne bedeutet Ökologie also, ganz in Papaneks Sinn, dass alles mit allem zusammenhängt. Den Zusammenhängen spürte Papanek auch in seinen eigenen Entwürfen nach, beispielsweise in seinem berühmten „tin-can radio“ für die UNESCO, einer Blechdose mit einem Transistor, betrieben lediglich mit Paraffin und einem Docht (ein Beispiel für eine angepasste Technologie).
Auf die ihm eigene Art sichert Papanek sich dann die Sympathien seiner Leserschaft, wenn er schreibt, dass „wir alle früher oder später zu Mitgliedern einer Gruppe mit besonderen Bedürfnissen werden“, dass wir alle „sauberes Wasser und saubere Luft“ brauchen, um dann daraus zu schließen, dass, „wenn wir alle diese ‚besonderen‘ Bedürfnisse miteinander verbinden“, wir erkennen würden, dass sie als gar nicht so besonders gelten sollten, sondern als normal und selbstverständlich.
Das Design der Zukunft sollte sich, forderte der Designtheoretiker, forschend den Neudefinitionen kultureller Gegebenheiten, den sozialen Anforderungen des Kontexts und den daraus resultierenden menschlichen Bedürfnissen verschreiben, denn nur so würden sich Freiräume eröffnen.

## Rezeption
Mit seinem polemischen und populärwissenschaftlichen – dabei oft satirisch-witzigen – Stil hat sich Papanek aber nicht nur Freunde gemacht: „Es gibt Berufe, die mehr Schaden anrichten als der des Industriedesigners, aber viele sind es nicht“, lautet der erste Satz des Buchs. Und weiter: „Es ist ein Zeichen unserer Zeit, dass erwachsene Menschen sich hinsetzen und ernsthaft elektrische Haarbürsten, strassbesetzte Schuhlöffel und Nerzteppichböden für Badezimmer entwerfen, um dann komplizierte Strategien auszuarbeiten, wie man diese erzeugen und an Millionen Menschen verkaufen kann.“
Papanek hat diese Zeilen nicht selbst getippt, er hat sie diktiert, und man kann sich gut vorstellen, wie er sich in Rage redet über Designer, die sexy Toaster, Windeln für Wellensittiche oder heizbare Fußschemel entwickeln.
Papanek hatte andere Vorstellungen davon, was Gestalter tun sollten: Sich Dinge einfallen lassen, die den Menschen in Entwicklungsländern den Alltag erleichtern – und die dort unter den entsprechenden Bedingungen hergestellt werden können. Ein berühmtes Beispiel ist das Dosenradio, bestehend aus einer alten Blechbüchse und einem Transistor. Statt mit Batterien oder Strom wird es mit Paraffin und einem Docht betrieben. Herstellungskosten 1966: neun Cent.
Mit solchen Ideen stieß Papanek freilich auch auf Kritik, die heute gern unterschlagen wird. Der ehemalige Dozent der Hochschule für Gestaltung Ulm, Gui Bonsiepe analysierte in der Zeitschrift form (Ausgabe 61/1973, S. 13–16) ausführlich Papaneks Thesen in dem Beitrag „Bombast aus Pappe“. Bonsiepe kritisierte darin u. a. „das Billigstradio für die Dritte Welt“ sei „durchtränkt von der Ideologie vom einfachen Wilden, der mit der eigens für ihn in der Metropole entwickelten Simpeltechnologie abgespeist wird.“ Bonsiepe wies detailliert auf eine Reihe von entstellenden Übersetzungsfehlern der ersten deutschen Ausgabe von „Design for the Real World“ hin, die 1972 unter dem Titel „Das Papanek Konzept“ erschien.
Die Angewandte hat am 9. November 2011 die Victor Papanek Foundation ins Leben gerufen, nachdem der Nachlass des Designers nach Wien geholt worden ist.
Das Vitra Design Museum in Weil am Rhein und die Victor Papanek Foundation/Universität für angewandte Kunst Wien präsentierte vom 29. September 2018 bis 21. März 2021 die erste große Retrospektive über das Werk des Designers mit der Ausstellung "Victor Papanek: The Politics of Design".

## Werke
- Victor Papanek: Design for the Real World: Human Ecology and Social Change. Pantheon Books, New York 1971, ISBN 0-394-47036-2.
- Victor Papanek, Jim Hennessey: Nomadic furniture: how to build and where to buy lightweight furniture that folds, collapses, stacks, knocks-down, inflates or can be thrown away and re-cycled. Pantheon Books, New York 1973, ISBN 0-394-70228-X.
- Victor Papanek, Jim Hennessey: Nomadic Furniture 2. Pantheon Books, New York 1974, ISBN 0-394-70638-2.
- Victor Papanek, Jim Hennessey: How things don't work. Pantheon Books, New York 1977, ISBN 0-394-49251-X.
- Victor Papanek: Design for Human Scale. Van Nostrand Reinhold, New York 1983, ISBN 0-442-27616-8.
- Victor Papanek: The Green Imperative: Natural Design for the Real World. Thames and Hudson, New York 1995, ISBN 0-500-27846-6.